# Trinitario
Pour la langue, voir Trinitario (langue).
Cet article court présente un sujet plus développé dans : Cacaoyer.
Le trinitario est une variété de cacaoyer. Il représente 10 à 20 % de la production mondiale, derrière le forastero et devant le criollo. Il est issu du croisement entre ces deux variétés.
Le cacao criollo, introduit à Trinidad par les Castillans en 1525, est décimé en 1727 par des épidémies (Phytophthora) amenant les planteurs des peuples originaires, dont c'était la seule exportation, à créer en 1757 un hybride avec l'autre variété, plus robuste, le forastero, pour créer le cacao trinitario.
Cette innovation est soutenue en 1783 par l'arrivée d'immigrants français créoles. 
Ses cabosses sont de formes et de couleurs variées et ses graines sont assez grandes.